# Естер Бенбаса
Естер Бенбаса (на френски: Esther Benbasa) е френска историчка, специалистка по история на еврейския народ, политик и писателка на документални книги на историческа тематика от Израел.

## Биография и творчество
Естер Бенбаса е родена на 27 март 1950 г. в Истанбул, Турция. Тя е потомка на семейство евреи, прогонени от Испания през 1492 г., които емигрират в Османската империя. Учи в основно училище в училище в Истанбул, след което през 1965 г. семейството ѝ емигрира в Израел. Там учи във френско училище и получава диплома по френски език от Френското посолство в Израел. През 1972 г. получава бакалавърска степен по изкуства от университета в Тел Авив. Докато следва, работи в туристическата индустрия. Същата година получава стипендия и се премества във Франция, където следва в Университета Париж-VIII: Венсен-Сен Дени и получава през 1973 г. магистърска степен по модерна литература. Омъжва се за французин, с което става и френска гражданка. През 1975 г. получава сертификат за правоспособност за учители в средно училище и в периода 1975 – 1988 г. преподава в лицей. През 1982 г. получава диплома по турски език от Националния институт по ориенталски езици и култури, а през 1987 г. получава докторска степен по литература, хуманитарни и социални науки от университета Париж-VIII с дисертация на тема „Хаим Наум Ефенди, последният велик равин на Османската империя (1908 – 1920): неговата политическа и дипломатическа роля“. След доктората, в периода 1988 – 1989 г. прави специализация по еврейска история в историческия факултет на Еврейския университет в Йерусалим.
След завършване на следването си, в периода 1989 – 2000 г. е директор на научните изследвания във Френския национален център за научни изследвания. През 2000 г. става директор на проучванията в секцията по религиозни науки на Практическото училище за висши изследвания, където ръководи катедрата по история на съвременния юдаизъм. През 2002 г. основава и ръководи центъра „Алберто Бенвенисте“ за сефарадски изследвания и социокултурна история на евреите, като същата година е издадена книгата ѝ, съвместно с Арон Родриг, „История на сефарадските евреи от Толедо до Солун“.
За работата си и извършените от нея изследвания публикува множество документални книги. В книгите си „Въображаем Израел“ (1998) и в „Евреите имат бъдеще“ (2001) разглежда темата за връзката на евреите с Израел. Редактор е и на редица антологии в областта на публицистиката и историята.
Освен като научен работник, тя участва и в политиката. През 2011 г. е избрана за член на Сената и представлява департамент Вал дьо Марн като член на „Европейска екология – Зелените“, като участва в комисията по конституционно право, групите за френско-израелско приятелство и френско-палестинско приятелство, и други дейности на Сената до 2017 г. През 2017 г. е преизбрана за сенатор като представляваща Париж в Сената. От 2020 г. е независим сенатор, заради обвинения за тормоз на работното място.
Омъжена е за Жан-Кристоф Атиас, който работи като директор по учебната дейност в Практическото училище за висши изследвания и който печели наградата „Гонкур“ за биография за 2015 г.
Естер Бенбаса живее със семейството си в Париж.

## Произведения
- Un grand rabbin sépharade en politique, 1892 – 1923 (1990)[2]
- Une diaspora sépharade en transition (1993)[1]
- Histoire des Juifs de France (2000)
- La République face à ses minorités. Les Juifs hier, les musulmans aujourd'hui (2004)
- La Souffrance comme identité (2007) – награда „Гизо“ от Френската академия
- Être juif après Gaza (2009)
- De l'impossibilité de devenir français. Nos nouvelles mythologies nationales (2012)
- Égarements d'une cosmopolite (2012)
- Istanbul la sépharade (2015)
- Vendredi noir et nuits blanches (2016)

### С Арон Родриг
- Une vie judéo-espagnole à l'Est : Gabriel Arié (1992)[1][2]
- Histoire des Juifs sépharades de Tolède à Salonique (2002)
История на сефарадските евреи от Толедо до Солун, изд.: ИК „Колибри“, София (2003), прев. Еми Барух

### С Жан-Кристоф Атиас
- Dictionnaire de civilisation juive (1997)[1][2]
- Israël imaginaire (1998)
- Les Juifs ont-ils un avenir? (2001)
- Le Juif et l'Autre (2001)
- Petite Histoire du judaïsme (2007)
- Dictionnaire des mondes juifs (2008)